# Mary Morrissy
Mary Morrissy, född 25 januari 1957, är en irländsk romanförfattare och novellförfattare. Hon skriver om konst, fiktion och historia. Morrissy är medlem av Aosdána, Irlands akademi för konstnärer och författare.

## Biografi
Morrissy föddes i Dublin. Hon är utexaminerad från Rathmines College och Technological University Dublin och har undervisat i kreativt skrivande i Irland och USA, bland annat vid University College Dublin, Trinity College Dublin, University of Iowa och University College Cork.  Morrissy utbildade sig till journalist och har arbetat som reporter/inslagsskribent/underredaktör på tre av Irlands nationella dagstidningar. Hon är också kritiker och har recenserat skönlitteratur för The Irish Times, The Sunday Business Post och The Dublin Review of Books.
Vid publiceringen av sin första novellsamling, A Lazy Eye, (1993) skrev Candice Rodd i The Independent : "Morrissy är ingen svindlande psykoanalytiker, snarare en cool men begåvad patolog under vars mikroskop små flisor av omärklig mänsklig vävnad visas som vimlar av mikrobiellt liv och mystisk, mutant energi." New York Times beskrev den här samlingen som en "elegant skriven och bistert insiktsfull samling berättelser".
Morrissy var stipendiat vid New York Public Library 2005–6, där hon forskade om livet för Sean O'Caseys syster, Bella, som därefter publicerades som The Rising of Bella Casey 2013. Alfred Hickling recenserade romanen i The Guardian : "Morrissy rekonstruerar Bellas berättelse med ett talande öga för inkongruenta detaljer. Ett upprättstående piano övergivet på gatan under påskuppgången  öppnar en portal till mer välbärgade tider; medan hennes styrka mot fattigdom och inflytande från fuckless och missbrukande män sätter en mall för hjältinnorna i hennes yngre brors pjäser: "Karaktärer som redan är födda och färdiga, som strövar omkring i sina fosterrum på jakt efter en författare."
2008–2009 innehade Morrissy posten som Jenny McKean Moore Writer-in-Residence vid George Washington University. 
2015 utsågs Morrissy till lektor i kreativt skrivande vid University College Cork.
Morrissy publicerade "en exploderad roman" – en länkad samling noveller – 2016. Claire Kilroy recenserade boken i The Guardian och skrev: " Prosperity Drive är en bok om sex och död. Huvudpersonerna – det där ”uppropet för de skadade och de förlorade” – möter båda men kan inte hantera det ena. Medkänslan, omedelbarheten, humorn och känsligheten som Morrissy skildrar sina svårigheter resulterar i stunder av djupgående."
Morrissy arbetar för närvarande [när?] som skrivcoach och erbjuder kreativa mentorskap, redigering och utvärderingstjänster för författare.

## Utmärkelser
- 1984: Hennessy Literary Award[12]
- 1995: Lannan Foundations pris[13]
- 2015: Invald i Aosdána[14]

## Arbetar

### Romaner
- Mother of Pearl, Jonathan Cape/Vintage/Scribner, 1996,ISBN 0-09-958251-1
- The Pretender, Jonathan Cape/Vintage, 2000,ISBN 0-09-928367-0
- The Rising of Bella Casey, Brandon, 2013,ISBN 978-1847175762

### Korta historier
- A Lazy Eye, Jonathan Cape/Vintage/Scribner, 1993,ISBN 0-09-970141-3
- Prosperity Drive, Jonathan Cape, 2016,ISBN 978-0224102193

### Bidrag
- Nya irländska noveller, ed. Joseph O'Connor, Faber & Faber, 2011,ISBN 0-571-25527-2
- Imagination in the Classroom: Teaching and Learning Creative Writing in Ireland, red. Anne Fogarty, Four Courts, 2013,ISBN 978-1846824135
- Dubliners 100, ed. Thomas Morris, Tramp, 2014,ISBN 978-0992817015
- Surge, New Writing från Irland, O'Brien, 2014,ISBN 978-1847176936
- All Over Ireland, red. Deirdre Madden, Faber & Faber, 2015,ISBN 978-0571311033
- The Vibrant House: Irish Writing and Domestic Space, red. Lucy McDiarmid, Four Courts, 2017,ISBN 978-1846826481
- The Danger and the Glory: Irish Authors on the Art of Writing, ed. Hedwig Schwall, Arlen House, 2019,ISBN 978-1851322060
- The Music of What Happens, red. Tanya Ferrelly, New Island Books, 2020,ISBN 978-1848407763
- Glimtens konst, red. Sinéad Gleeson, chef för Zeus, 2020,ISBN 978-1788548809